# 宇敷赳夫
宇敷赳夫（日语：／ Ujiki Takeo，1891年7月24日—？），日本建築師，兵庫縣人，1917年至臺灣，曾擔任台灣總督府技師，設計有：嘉義郡役所右翼、新竹州圖書館、北港公會堂、嘉義驛、二水驛、臺南驛、松山鐵道工場、新營驛等建築。

## 經歷
1891（明治24年）出生於姫路市、居住於神戶市上筒井通。畢業於兵庫縣立第一神戶中学校（現在的兵庫縣立神戶高等學校）。
- 1916年（大正5年）畢業於名古屋高等工業學校（現在的名古屋工業大學）建築科[3]。
- 1917年（大正6年）7月擔任台灣總督府民政部土木局技手[4]。
- 1923年（大正12年）1月擔任新竹州内務部土木課技手，2月改任土木技師[4]。
- 1926年（大正15年）8月擔任台南州土木技師[4]。
- 1929年（昭和4年）12月擔任總督府交通局鐵道部改良課技師[4]。
- 1932年（昭和7年）1月擔任鐵道部工務課兼務[4]。
- 1933年（昭和8年）7月擔任鐵道部自動車課兼務[4]。
- 1941年（昭和16年）5月因病而離職[5]。

除了總督府技師以外，他還擔任過井手薰等人創立的「台灣建築會」的常議員。

### 受章
- 從五位勳五等[3]
- 正五位[5]

## 主要作品
- 嘉義郡役所右翼（1921年），左翼則由尾辻國吉設計完成，已不存[7]。
- 新竹州圖書館（1925年）[8][9]）
- 北港公會堂（1928年），已不存[6][10][11]）
- 第二代嘉義驛（1933年）[6]
- 第二代二水驛（1933年）[6]
- 第二代新營驛（1934年）[6]，已不存
- 第二代臺北鐵道工場（1935年）[6]，現為國定古蹟
- 第二代臺南驛（1936年）[12]，現為國定古蹟
- 第三代臺北驛（1941年）[6]，已不存
- 專賣局嘉義支局北社尾葉菸草再乾燥工場（1943年）[13]，現為嘉義市歷史建築

### 據稱曾參與的建築修復
1935年新竹–台中地震後，據說宇敷赳夫在鐵道部工務課的小山三郎的指揮下，參與了以下車站建築的重建。
- 第二代泰安驛，現為臺中市市定古蹟
- 銅鑼驛
- 造橋驛

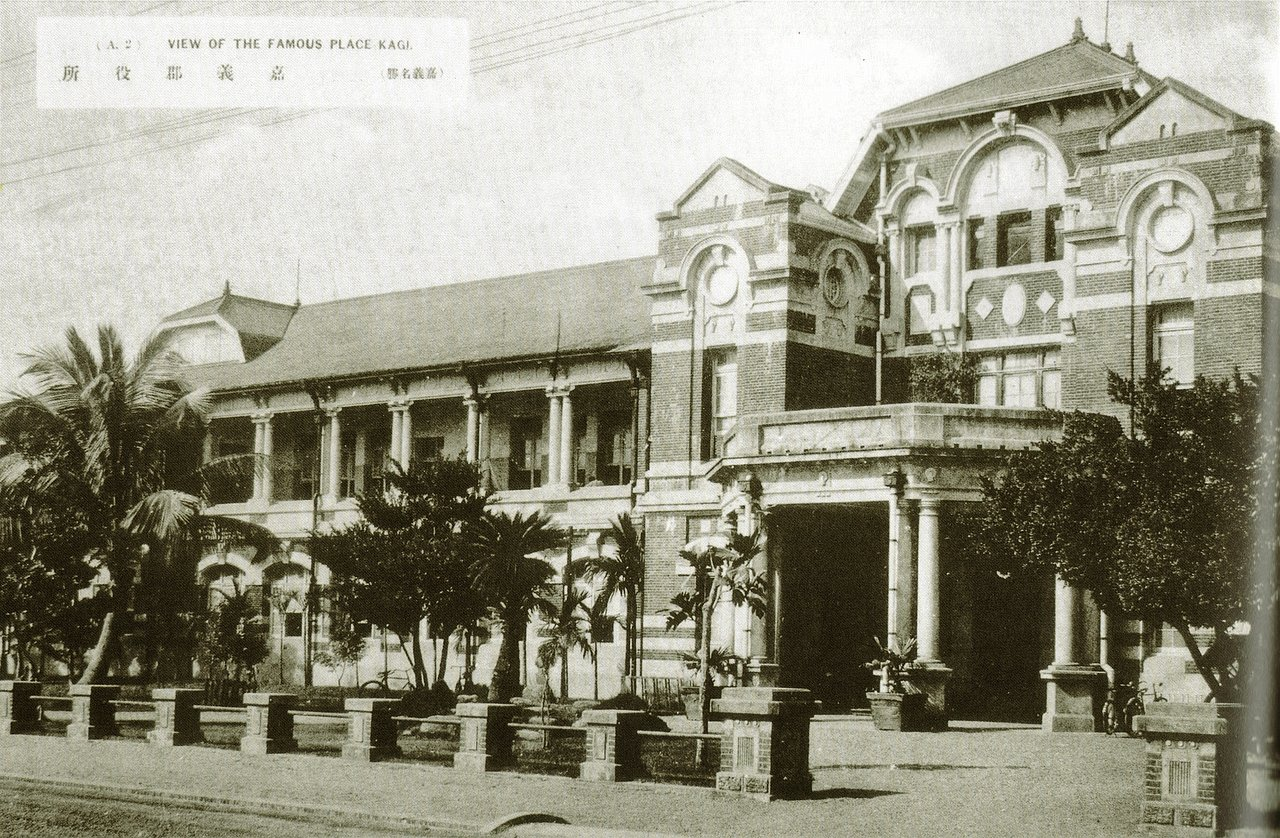
嘉義郡役所
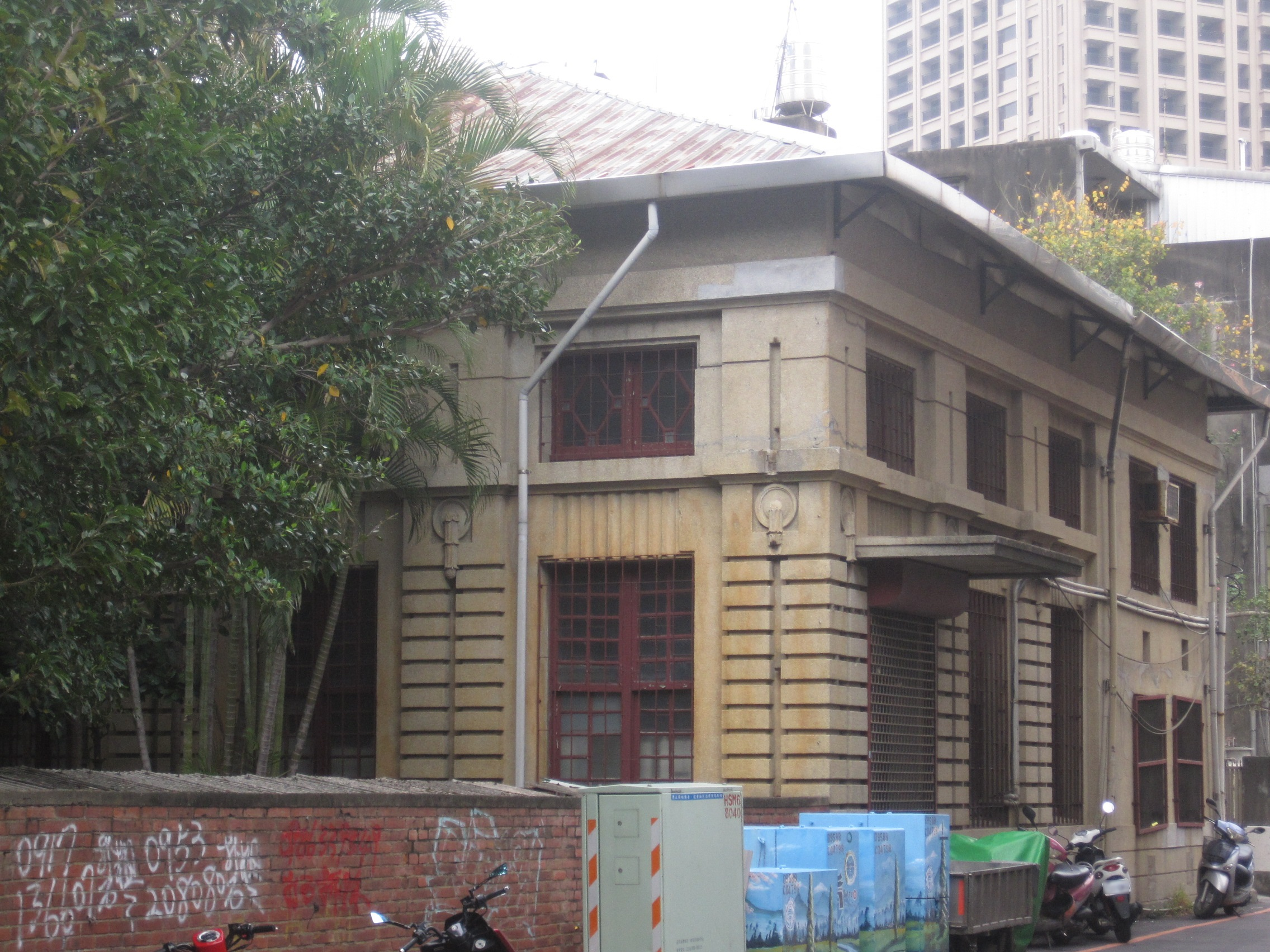
新竹州圖書館
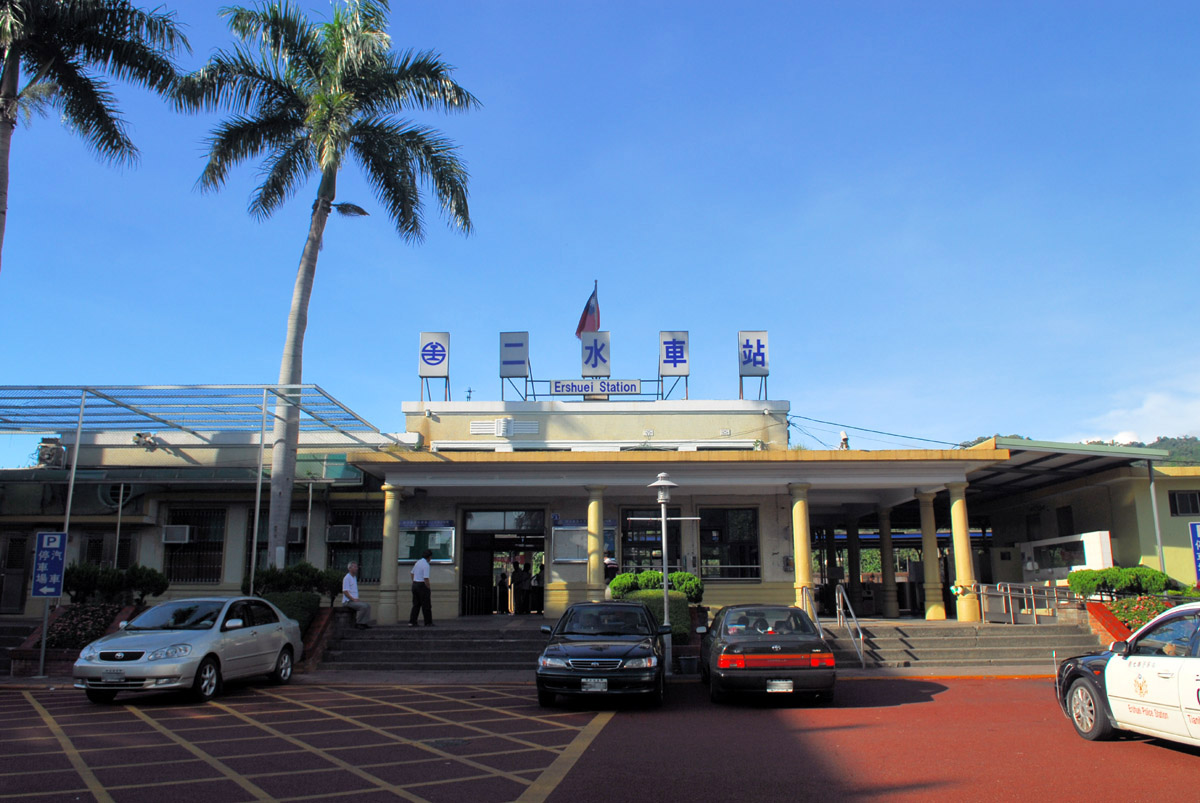
二水車站
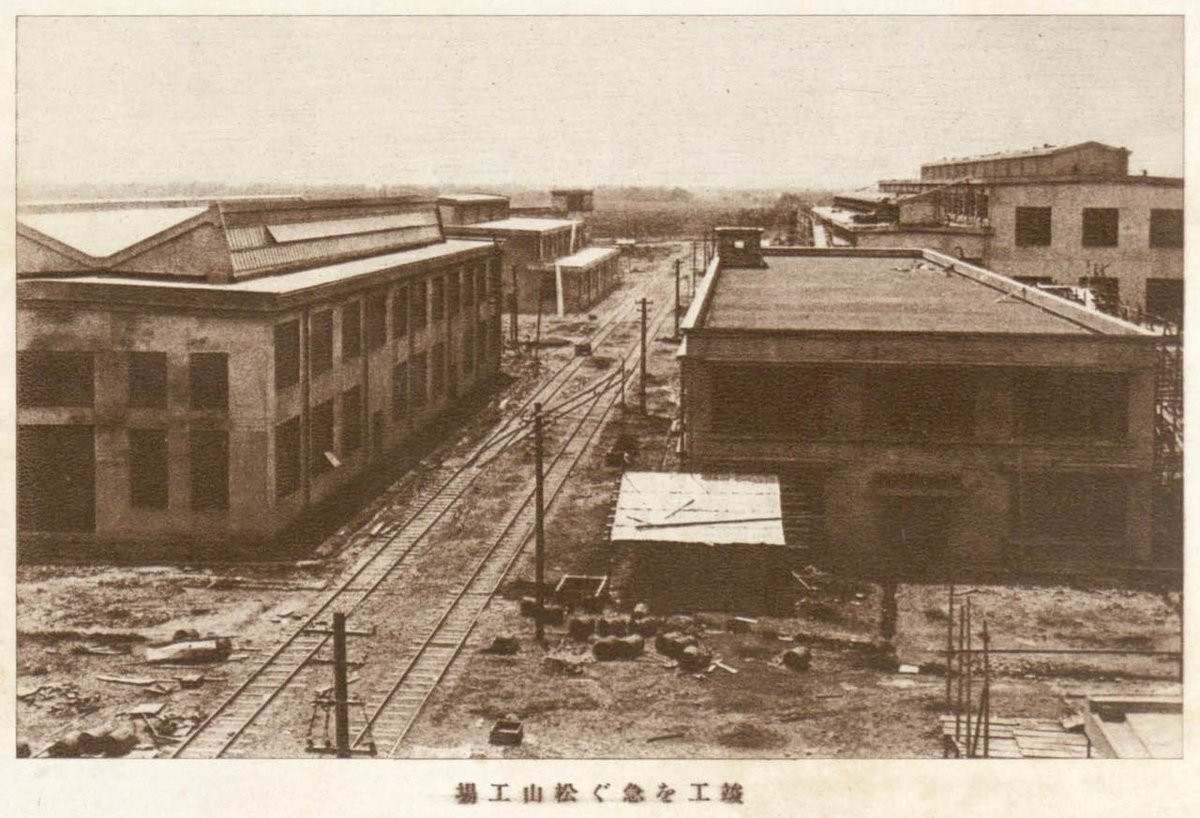
臺北鐵道工場
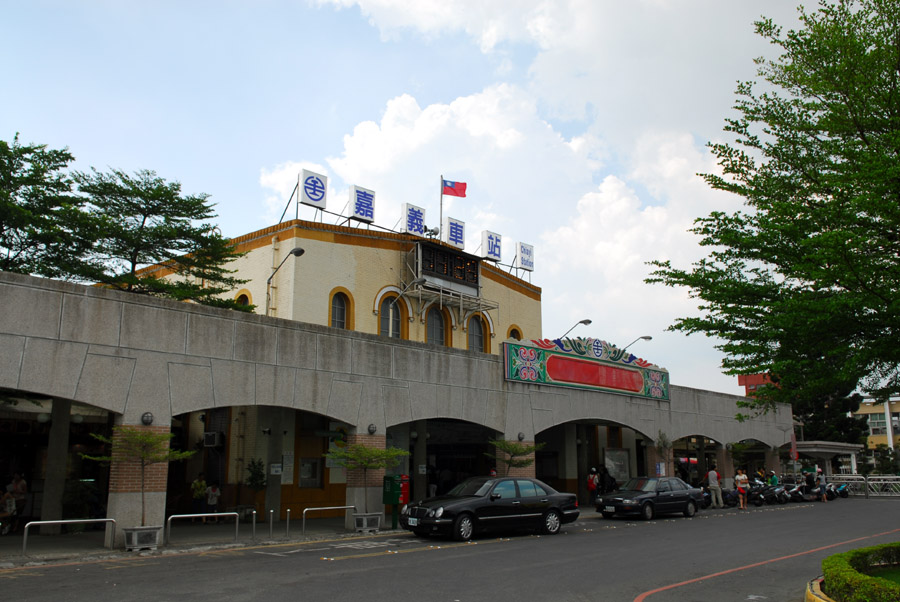
嘉義車站
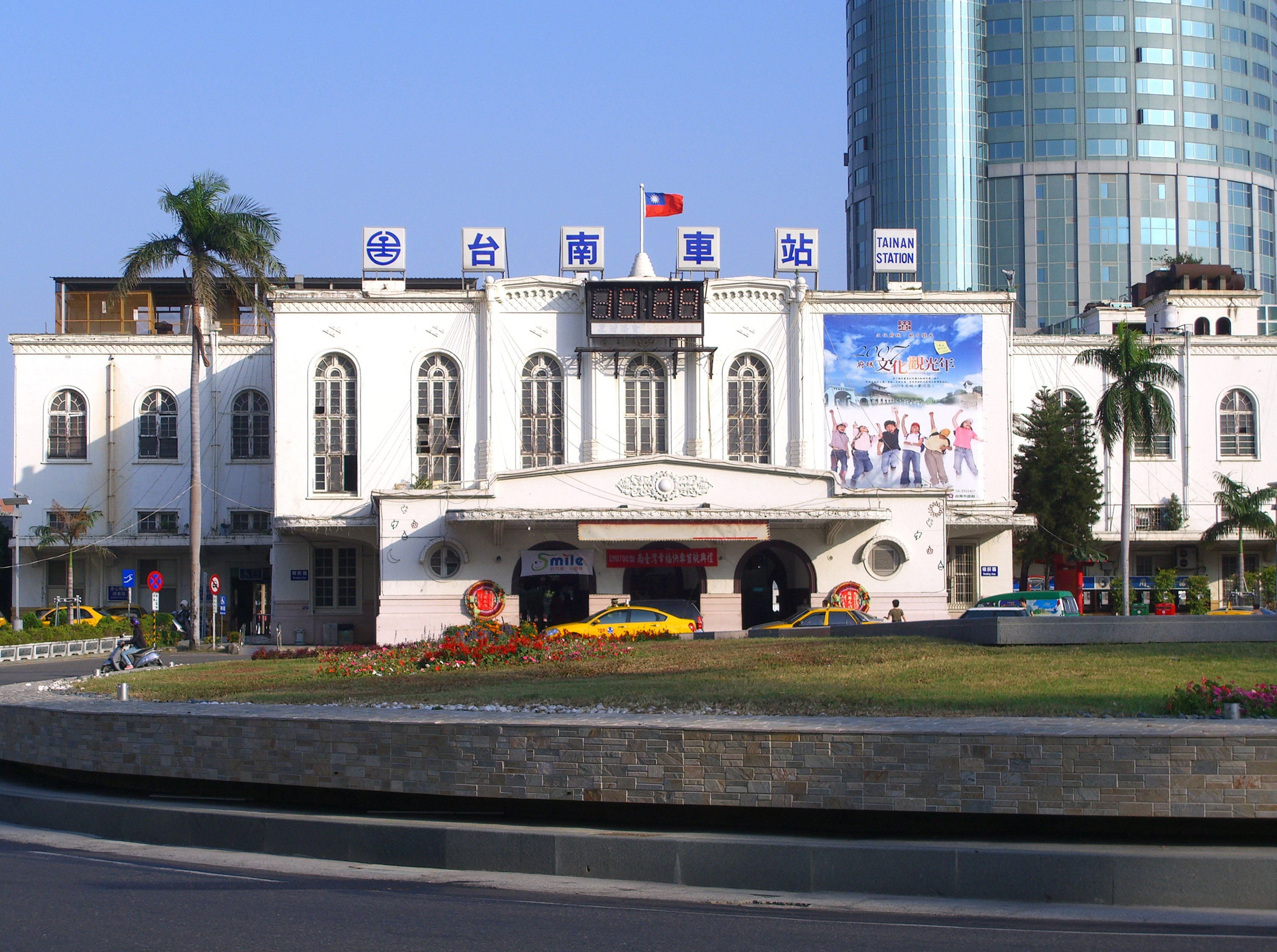
臺南車站
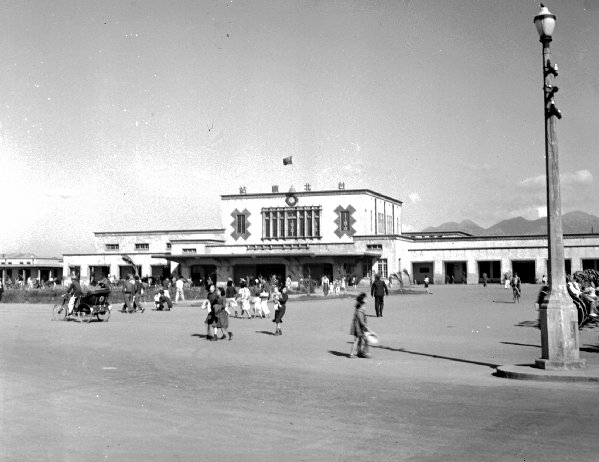
第三代臺北車站
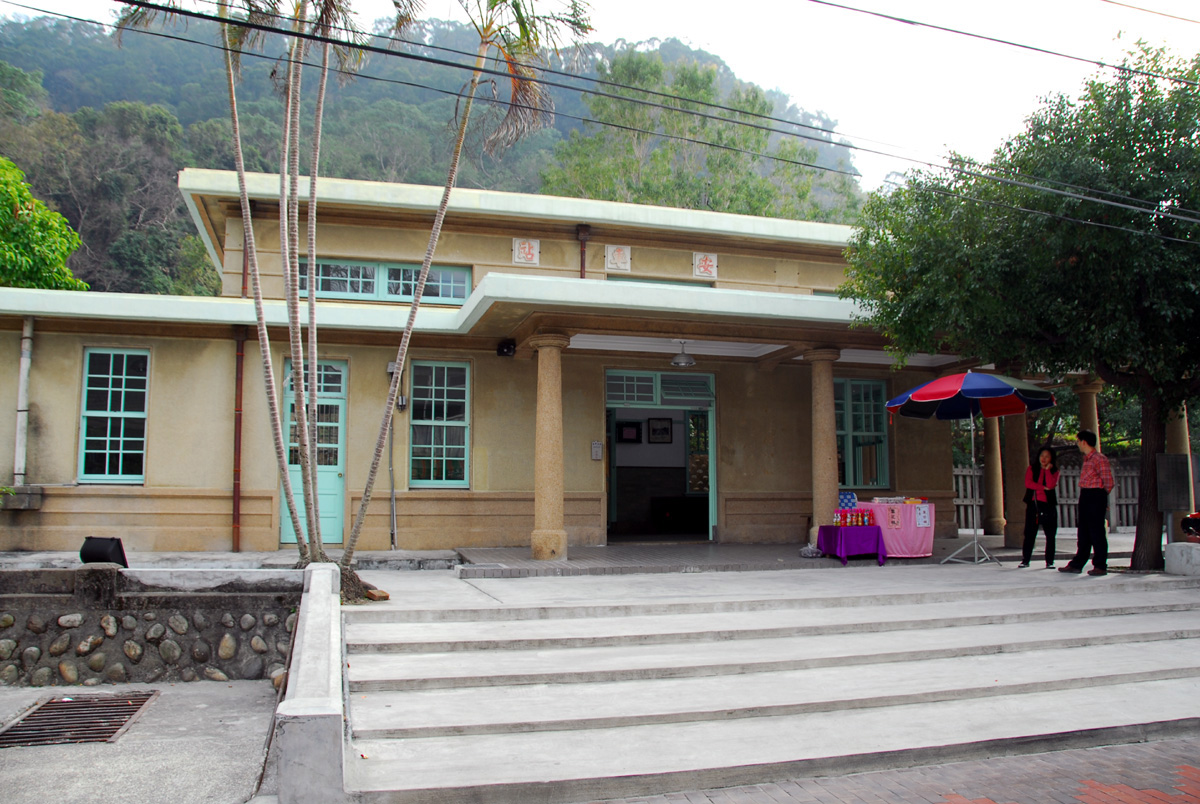
泰安車站 (舊山線)
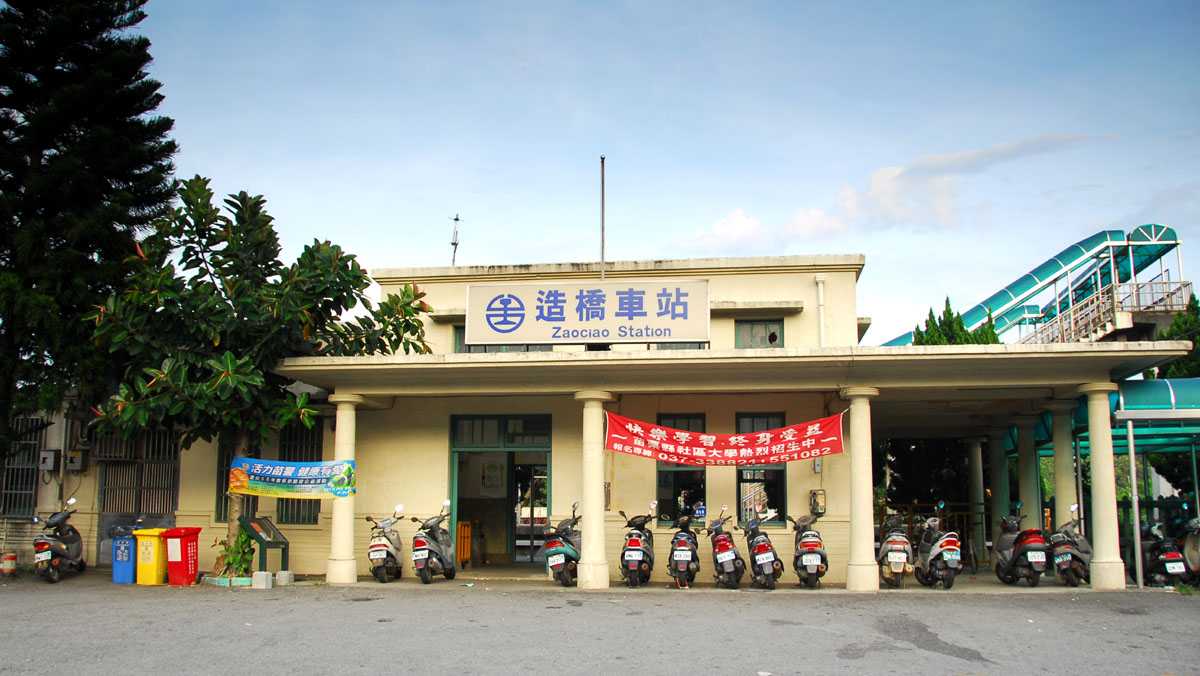
造橋車站
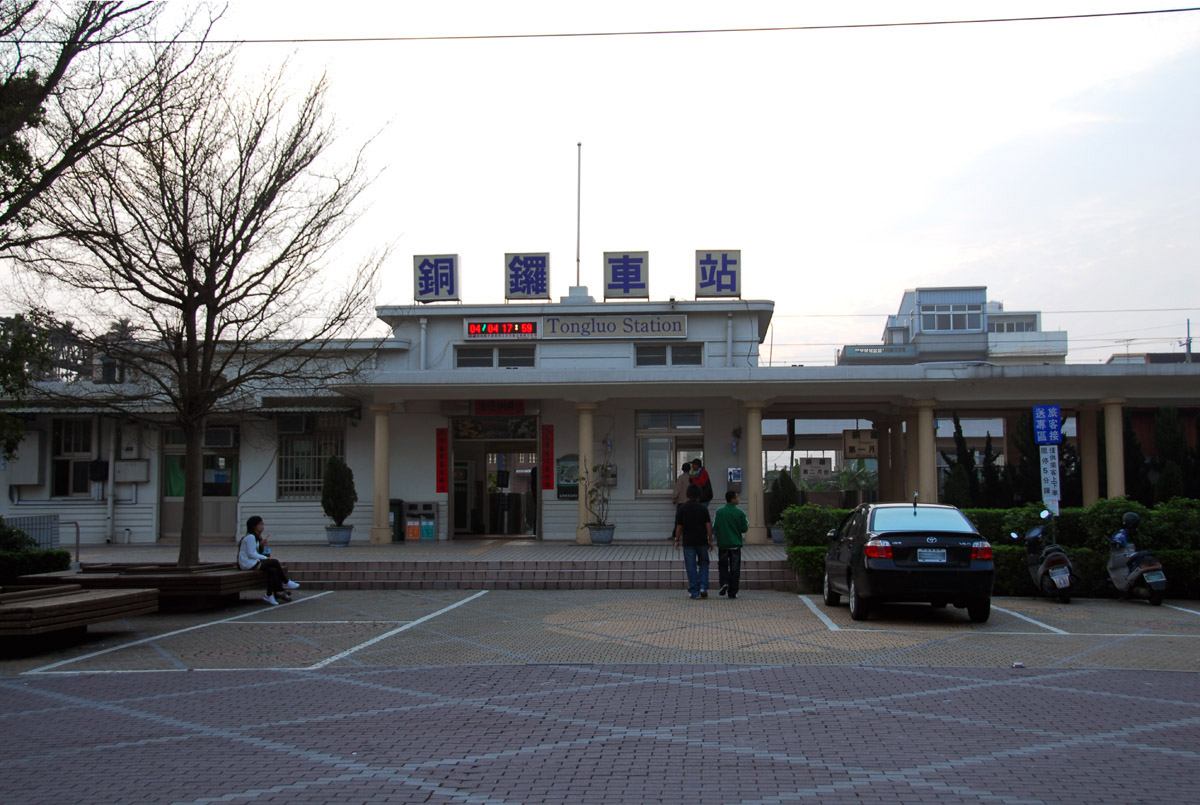
銅鑼車站